# Vrå (parochie)
Vrå is een parochie van de Deense Volkskerk in de Deense gemeente Hjørring. De parochie maakt deel uit van het bisdom Aalborg en telt 2323 kerkleden op een bevolking van 2849 (2004). Historisch hoorde de parochie tot de herred Børglum. In 1970 werd de parochie deel van de nieuw gevormde gemeente Løkken-Vrå, die in 2007 opging in de vergrote gemeente Hjørring.
De oudste delen van de parochiekerk dateren uit de 12e eeuw. De toren en het wapenhuis zijn van latere datum. In de kerk bevinden zich een aantal frescos die dateren uit het eind 15e, begin 16e eeuw. 